# Giuliano Bugiardini

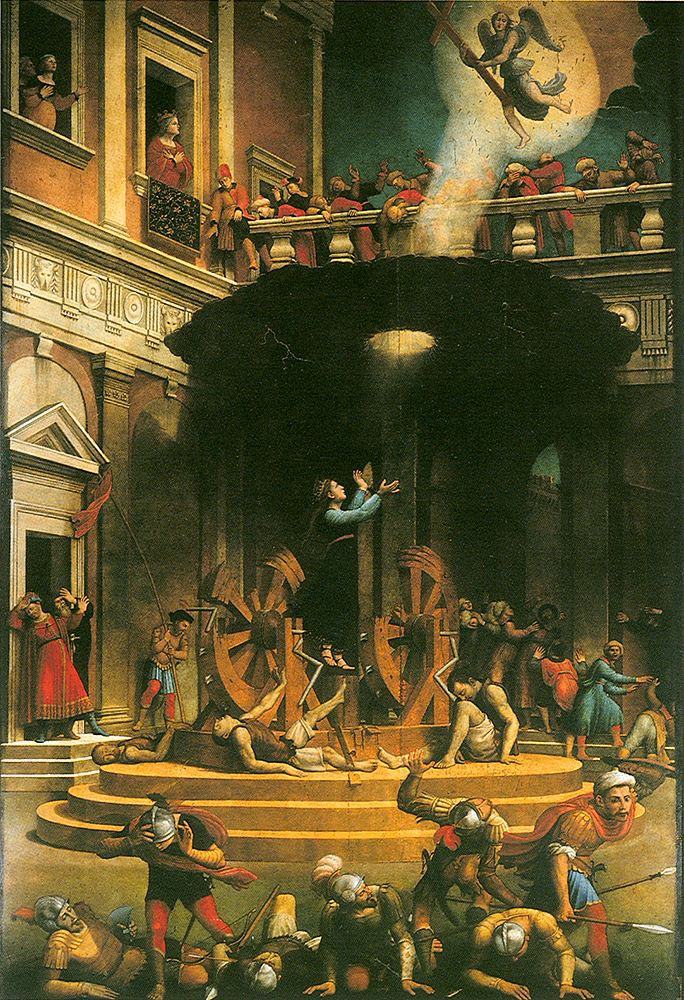
Martiri de santa Caterina d'Alexandria, Florència, Santa Maria Novella (1530-1540)

Giuliano Bugiardini (Florència, 1475? — 1554?) va ser un pintor italià del Renaixement.
Va ser admès a la cèlebre Accademia dei Giardini Medicei di San Marco de Florència, on va esdevenir amic i seguidor de Miquel Àngel.
Deixeble de Mariotto Albertinelli, va rebre la influència de Ghirlandaio i de Piero di Cosimo, com es pot constatar en moltes de les seues obres, com ara la Mare de Déu amb l'infant i sant Joanet (Galeria Sabauda de Torí), la Madonna della Palma (1520) (Galeria dels Uffizi, Florència), el Martiri de santa Caterina (Santa Maria Novella, Florència) i en els nombrosos retrats i Mares de Déu de la Col·lecció Liechtenstein de Viena i del Museu de l'Ermitage de Sant Petersburg.
El Retrat de dona, conegut també com La Suora i conservat als Uffizi, ja va ser atribuït a Leonardo da Vinci, i com a tal va ser adquirit l'any 1819 per Ferran III de Toscana, gran duc de Toscana. Avui dia s'atribueix a Bugiardini, però no unànimement: hi ha qui el fa de Mariotto Albertinelli o de Ridolfo Ghirlandaio.

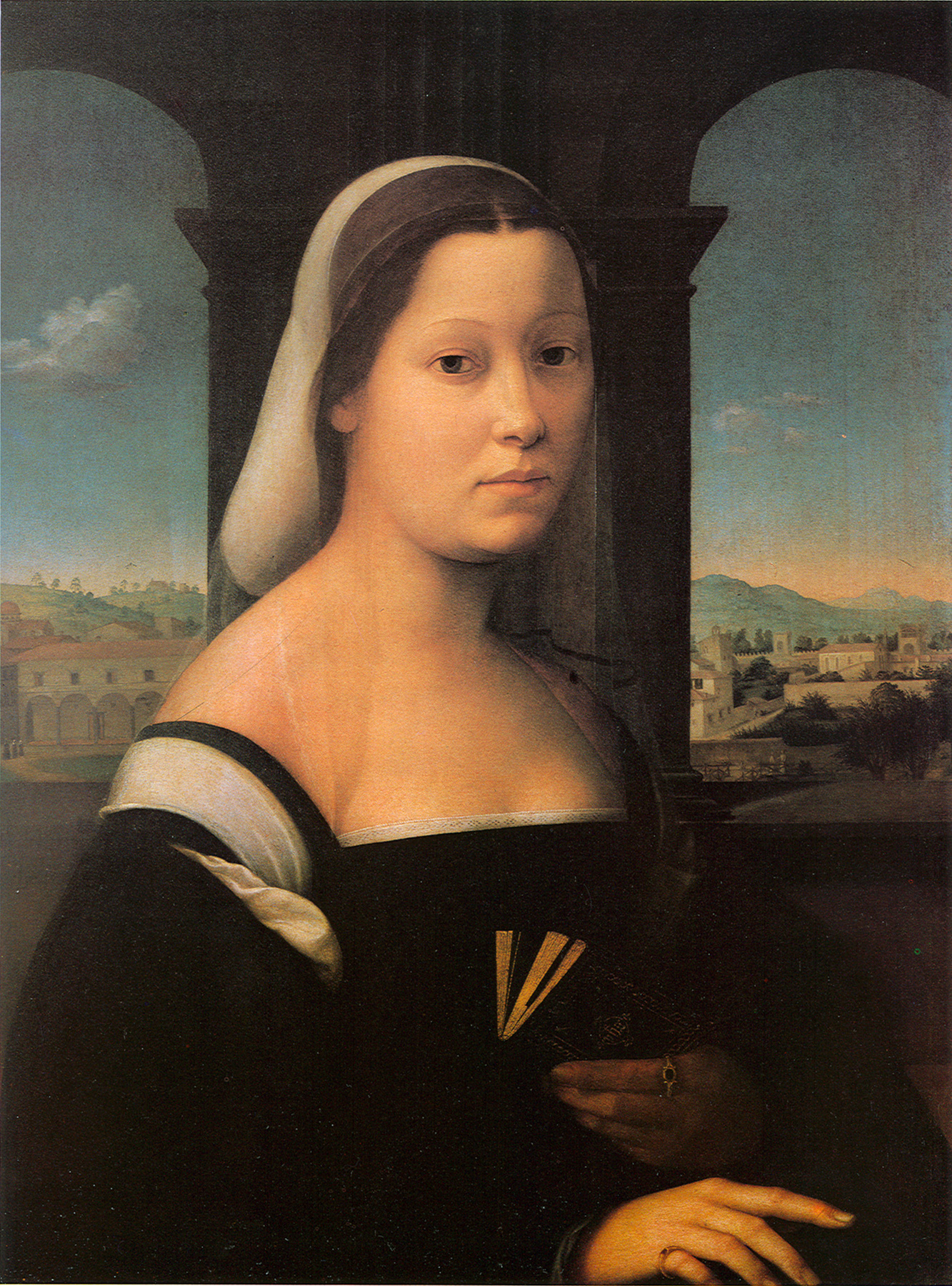
Retrat de dona, dit La Suora, Uffizi